# Larrés
Larrés – miejscowość w Hiszpanii, w Aragonii, w prowincji Huesca, w comarce Alto Gállego, w gminie Sabiñánigo, 60 km od miasta Huesca.
Według danych INE z 1999 roku miejscowość zamieszkiwały 72 osoby. Wysokość bezwzględna miejscowości jest równa 912 metrów.